# Brategg Bank
Brategg Bank är en sandbank i Antarktis. Den ligger i havet utanför Västantarktis. Argentina, Chile och Storbritannien gör anspråk på området.